# Высшие психические функции
Высшие психические функции — это специфические психические функции человека. 
К ним относят: осознание, память, внимание, мышление, восприятие, воображение и речь. Тогда как «высшие психологические функции», (ВПФ) — исторически неверное наименование одного из центральных понятий теоретической концепции Л. С. Выготского, который напрасно полемизировал с защитниками идеи «психических функций» и настаивал на использовании выражения «высшие психологические функции», (ВПФ). Высшие психологические функции — наиболее сложноорганизованные психофизиологические процессы. Согласно Выготскому и его последователям периода «инструментальной психологии» 1920-х годов, «высшие психологические функции» возникают на основе «натуральных психологических функций», за счёт опосредствования их «психологическими орудиями», например, знаками. К началу 1930-х годов Выготский отказался от «функции» как центрального понятия своей теории. Благодаря массированной и систематической фальсификации и искажения научного наследия Выготского, подмене понятий,  а также цензуре и систематической правке его текстов в посмертных публикациях его работ, в массовую русскоязычную пост-выготскианскую психологию было введено в обиход выражение «высшие психические функции» и ошибочно представлено как центральное понятие незавершенной психологической теории Выготского.

## Понятие «высших психологических» функций у Выготского
Понятие высших психических функций было введёно в научный дискурс Вундтом в середине XIX века, а в русскоязычной психологической традиции оно ассоциируется в первую очередь с именем Л. С. Выготского. Тем не менее, у самого Выготского в его прижизненно опубликованных работах выражение «высшие психические функции» для обозначения объекта его исследования не встречается никогда. Вместо этого Выготский в своих текстах использовал фразу «высшие психологические функции» и сходные с ней выражения «высшие психологические процессы», «высшиe процессы поведения», «высшие формы поведения», «высшие интеллектуальные функции», «высшие характерологические образования» и т. п. Выготский подчеркивал важность понимания этих явлений именно как «высших психологических»: «Сознание определяет жизнь (образ), но оно само возникает из жизни и образует ее момент: ergo жизнь определяет жизнь через сознание. Как только мы оторвали мышление от жизни (от динамики) — взяли его как понятие психического, а не психологического, — мы закрыли себе всякий путь к выяснению и объяснению его главнейшего свойства: определять образ жизни и поведения, действовать, влиять».
При этом Выготский подчеркивал принципиальную важность различения психологических и психических явлений с точки зрения диалектической психологии и, в частности, его психологической теории:

Диалектическая психология … не смешивает психические и физиологические процессы, она признает несводимое качественное своеобразие психики, она утверждает только, что   п с и х о л о г и ч е с к и е  процессы едины. Мы приходим, таким образом, к признанию своеобразных психофизиологических единых процессов, представляющих высшие формы поведения человека, которые мы предлагаем называть психологическими процессами, в отличие от психических и по аналогии с тем, что называется физиологическими процессами.
Более того, в своих текстах, опубликованных при жизни их автора, Выготский никогда не использовал выражения «высшие психические» для описания явлений, которые описывала и изучала его психологическая теория. Понятие «высших психологических» функций также активно разрабатывалось в работах сотрудников Выготского и Лурии 1920-х годов, а наиболее ярким примером экспериментальной разработки этой темы (в частности, проблем произвольного запоминания и активного внимания) является монография А. Н. Леонтьева, опубликованная в 1931 году под названием «Развитие памяти: Экспериментальное исследование высших психологических функций». Основным результатом этих исследований стала разработка так называемого параллелограмма развития.
Тем не менее, сразу после его смерти тексты Выготского стали подвергаться систематической редакторской правке при подготовке к публикации начиная уже с середины 1930-х годов, что в конечном счете привело к системным искажениям и фальсификациям его научного наследия в послевоенных публикациях работ Выготского на протяжении всего советского периода 1950-х-1980-х годов, включая шеститомное собрание сочинений Выготского, вышедшее в начале 1980-х годов под редакцией М. Г. Ярошевского и других.
По оценке современников, разделение на «высшие» и «низшие» функции и процессы устарело уже к началу 1930-х годов, а критику такого резкого разделения можно найти как в психологической литературе того времени, так и в работах самого Выготского, в начале 1930-х осознавшего методологическую ошибочность своего подхода периода 1920-х годов.
Тем не менее, в послевоенный период выражение «высшие психические функции» было введено в оборот и стало активно использоваться в работах группы советских исследователей «круга Выготского-Лурии». Этими исследователями содержание понятия было несколько расширено и формализовано, в результате чего был выделен ряд основных признаков «высших психических функций». В разных источниках упоминается от трех до пяти таких основных характеристик, таких как: социальность (интериоризация), опосредственность, произвольность по способу саморегуляции и системность.

## Высшие психические функции в «выготскианской» психологии

### Структура
Обычно к высшим психическим функциям относят опосредованные (то есть, не природные, «натуральные», а возникшие в ходе культурного развития) восприятие, воображение, память, мышление и речь. Однако, считается, что высшие психические функции не являются специфически человеческим приобретением. Их наличие показано у высших приматов, китообразных, некоторых птиц (например, у попугаев и врановых) и даже головоногих моллюсков. Они могут быть механистически разложены на составляющие их естественные процессы:
А --> Б
Здесь при натуральном запоминании образуется простая ассоциативная связь между двумя точками. Такова память большинства животных. Это своеобразное запечатление, отпечаток информации.
А --> X --> Б
Однако, Выготский говорил о процессах, которые имеют произвольность, то есть могут управляться и направляться самим индивидом. То есть не просто внимание на биологически значимый стимул является высшей психической функцией, а направляемое усилием воли внимание есть высшая психическая функция. Не просто запоминание биологически важного стимула, а намеренное запоминание неважного для индивида стимула является высшей психической функцией. С этой точки зрения у высших животных есть только зачатки. 
Высокоорганизованная память имеет принципиально иное строение. Как видно из схемы, между элементами А и Б вместо одной простой ассоциативной или рефлекторной связи возникают две другие: АХ и БХ. В конечном итоге это приводит к тому же результату, но другим путём. При этом Выготский указывал на то, что не существует таких культурных приёмов поведения, которые было бы невозможно полностью разложить на составляющие его естественные процессы:

Всякий культурный прием поведения, даже самый сложный, может быть всегда полностью и без всякого остатка разложен на составляющие его естественные нервно-психические процессы, как работа всякой машины может быть в конечном счете сведена к известной системе физико-химических процессов. Поэтому первой задачей научного исследования, когда оно подходит к какому-нибудь культурному приему поведения, является анализ этого приема, т.е. вскрытие его составных частей, естественных психологических процессов, образующих его. Этот анализ, проведенный последовательно и до конца, всегда приводит к одному и тому же результату, именно он показывает, что нет такого сложного и высокого приема культурного мышления, который бы не состоял в конечном счете из некоторых элементарных процессов поведения... В наших экспериментальных исследованиях мы ставим ребенка в такую ситуацию, в которой перед ним возникает задача запомнить известное количество цифр, слов или другой какой-либо материал. Если эта задача не превышает естественных сил ребенка, ребенок справляется с ней естественным или примитивным способом. Он запоминает, образуя ассоциативные или условно-рефлекторные связи между стимулами и реакциями.
— Выготский Л.С  Проблема культурного развития ребенка // Педология. 1928. № 1. С. 58-77
В такой формулировке учение о высших психологических функциях предстаёт как классический пример физиологического редукционизма и механицизма в науках о человеке.

### Мозговая организация
Идеи о системной организации поведения, психологических процессов и деятельности человеческого мозга появились в научном творчестве Выготского и некоторых его сотрудников не ранее начала 1930-х годов, благодаря чему понятие изолированных «высших психологических функций» стало постепенно отходить на второй план. Именно тогда зародились, — а позднее были существенно развиты, — представления о том, что психофизиологическим коррелятом формирования высших психологических функций выступают сложные функциональные системы, имеющие вертикальную (корково-подкорковую) и горизонтальную (корково-корковую) организацию. Но каждая высшая психологическая функция жестко не привязана к какому-либо одному мозговому центру, а является результатом системной деятельности мозга, в которой различные мозговые структуры делают более или менее специфический вклад в построение данной функции.